# Rhamphomyia corvina
Rhamphomyia corvina är en tvåvingeart som beskrevs av Friedrich Hermann Loew 1861. Rhamphomyia corvina ingår i släktet Rhamphomyia och familjen dansflugor. Inga underarter finns listade i Catalogue of Life.